# Relations entre Israël et le Saint-Siège

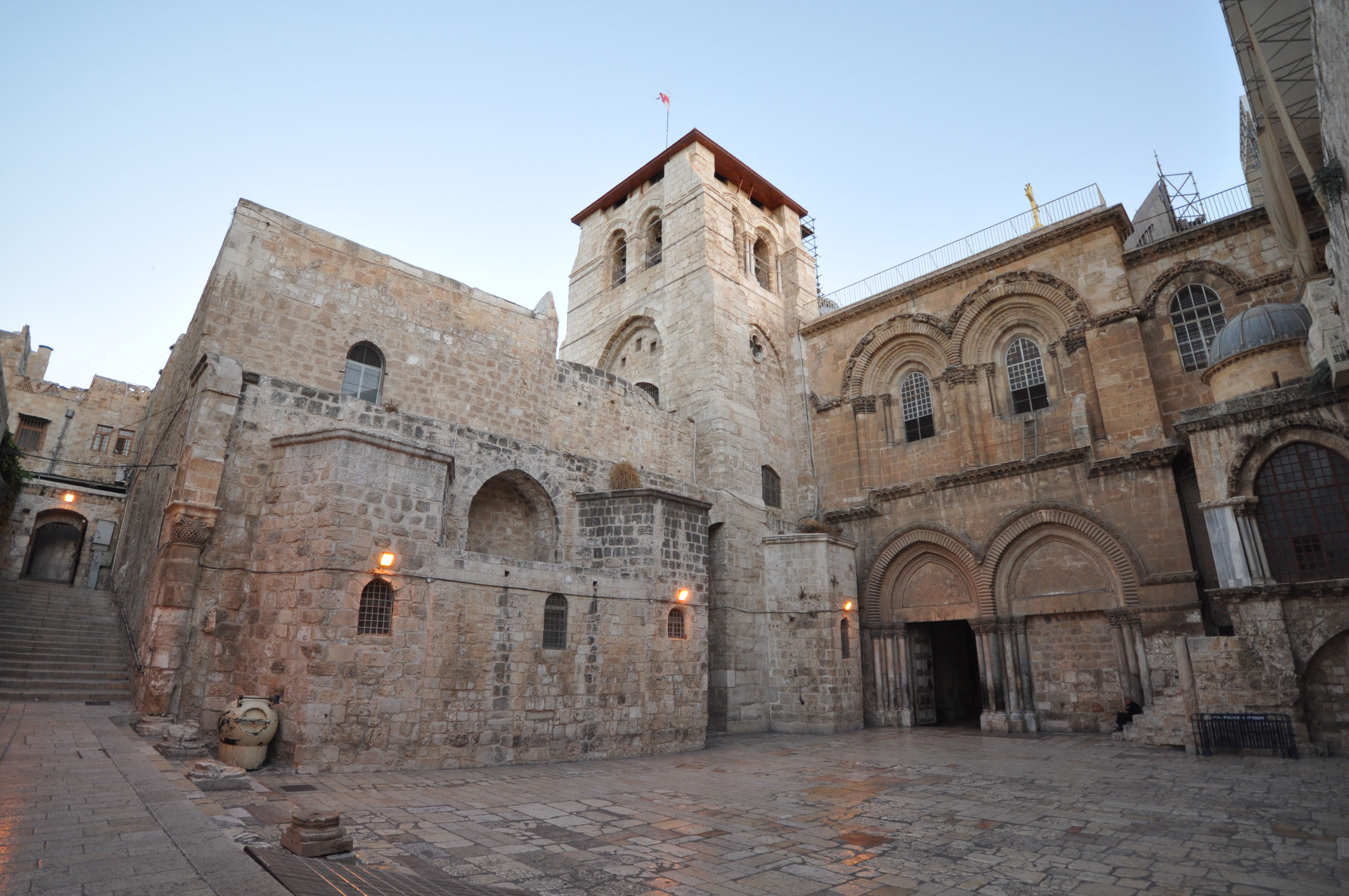
L'église du Saint-Sépulcre ou basilique du Saint-Sépulcre, protégé par le Statu quo sur les lieux saints.

Les relations Saint-Siège – Israël désignent l'ensemble des relations diplomatiques entre le Saint-Siège et Israël, établies après l'adoption de l'Accord fondamental  signé par les deux États le 30 décembre 1993. Une nonciature apostolique en Israël (en) et une ambassade israélienne à Rome ont été créées le 19 janvier 1994.
Du point de vue du Vatican, l'établissement de relations diplomatiques entre les deux États fait partie d’un plus large processus de réconciliation entre la chrétienté et le judaïsme et du point de vue israélien, d’une normalisation des relations diplomatiques. Avant l'établissement des relations diplomatiques, les intérêts de l'Église catholique en Israël étaient pris en charge par le Délégué apostolique à Jérusalem et en Palestine, le Patriarche latin de Jérusalem et la Custodie franciscaine de Terre sainte, qui continuent cependant de fonctionner.

## Représentants
Andrea Cordero Lanza di Montezemolo  a été nommé premier nonce apostolique en Israël (en), et Shmuel Hadas a été nommé premier ambassadeur d'Israël auprès du Saint-Siège, en septembre de la même année. Le nonce actuel en Israël est Leopoldo Girelli, qui a été nommé le 13 septembre 2017. Il suit Giuseppe Lazzarotto, qui a été nommé en 2012, Antonio Franco, qui a été nommé en 2006, Pietro Sambi, qui a été nommé en 1998, et le premier nonce en Israël, Andrea Cordero Lanza di Montezemolo.
L'ambassadeur israélien actuel au Vatican est Oren David. Zion Evrony a été ambassadeur du 30 septembre 2012 à 2016. Il a suivi Mordechai Lewy, qui a été nommé en mai 2008, Oded Ben-Hur (depuis juin 2003) , Yosef Neville Lamdan (depuis septembre 2000), Aharon Lopez (depuis avril 1997) et Shmuel Hadas (depuis septembre 1994).

## Relations diplomatiques entre le Saint-Siège et Israël
L'Accord fondamental entre le Saint-Siège et l'État d'Israël a été signé par le Saint-Siège et Israël le 30 décembre 1993, et est entré en vigueur le 10 mars 1994. Il traite des droits de propriété et des exonérations fiscales de l'Église catholique sur le territoire israélien. À la suite de l'accord, le Saint-Siège a établi le 15 juin 1994 des relations diplomatiques complètes avec Israël. Le Saint-Siège a créé une nonciature apostolique (en) en Israël à Tel Aviv, et a nommé un nonce apostolique. Plusieurs questions en suspens devaient encore être résolues.
Le 10 novembre 1997, le Saint-Siège et Israël ont conclu un accord sur la reconnaissance de personnalité juridique, mais aucun de ces accords n'a été adopté par le parlement israélien, la Knesset. Par l'adoption de cet accord, Israël reconnaîtrait la personnalité juridique et l'autorité du droit canonique au sein de l'Église catholique et de ses institutions, ainsi que celles du Patriarcat latin de Jérusalem et des Patriarcats catholiques orientaux et de leurs diocèses respectifs sur le territoire d'Israël, et leur reconnaissance du droit israélien en vigueur en matière civile et pénale.
Des tensions diplomatiques surviennent souvent en raison de la non-résolution des accords relatifs aux droits de propriété et des exonérations fiscales pour l'Église en Israël, l'activisme politique du clergé en Israël et en Palestine, et l'interaction entre Israël et le Vatican d'une part, et le Dialogue interreligieux judéo-catholique d'autre part. Les principales préoccupations du Vatican en Israël sont la protection des rites romains, de l’Église catholique, de ses propriétés et actifs, et des lieux saints. Israël, pour sa part, s'est souvent offensée de questions perçues par l'Église comme internes, mais ayant des conséquences d'un point de vue du récit historique d'Israël (par exemple, la béatification de Pie XII et son silence supposé lors de la Seconde Guerre mondiale.
Les relations restent globalement tendues en raison du non-respect des accords traitant des droits de propriété et des exonérations fiscales au Vatican[réf. nécessaire].